# Pat Jennings
Patrick Anthony "Pat" Jennings, född 12 juni 1945 i Newry i Nordirland, är en nordirländsk före detta fotbollsspelare och målvakt som med 119 matcher som målvakt med Nordirlands herrlandslag i fotboll är den nordirländske fotbollsspelare som spelat flest matcher med landslaget. Under sin karriär spelade Pat Jennings över 1000 A-lagsmatcher.

## Spelarkarriär
Pat Jennings började som junior i klubben Shamrock Rovers från Dublin, innan han 1961 gick till Newry Town. 1963 började han i Watford och fick spela i den nationella ligan division tre. Jennings gjorde gott intryck under sin första säsong och skrev kontrakt med Tottenham Hotspur 1964. Han kom att stanna som målvakt i laget till 1977.
Med Tottenham Hotspur vann Jennings FA-cupen 1967, den engelska ligacupen 1971 och 1973, och UEFA-cupen 1972. I Charity Shield-matchen mot Manchester United på Old Trafford 1967 sparkade han bollen i mål från 100 meter. 1973 räddade han två straffsparkar mot Liverpool på Anfield.
1977 hade Jennings hunnit bli 32 år, och troddes närma sig slutet på sin karriär som fotbollsspelare. Därför såldes han av sin klubb, Tottenham Hotspur, till Arsenal för den symboliska summan 45 000 pund. Jennings visade dock att Tottenham trott fel och att han hade flera år kvar på elitnivå. Med Arsenal kom han att spela över 300 A-lagsmatcher, varav tre FA-cupfinaler i rad åren 1978–80. Det blev dock bara en seger i dessa tre finaler – mot Manchester United 1979.
Pat Jennings var även landslagsman för Nordirland. Han gjorde debut mot Wales i april 1964, men Nordirland lyckades inte kvala in till något stort mästerskap förrän 1982, då fotbolls-VM spelades i Spanien. Jennings stod dock fortfarande kvar mellan de nordirländska stolparna och gjorde VM-debut som 37-åring i 0–0-matchen mot Jugoslavien. Nordirland tog sig överraskande till andra omgången innan Frankrike och Österrike satte stopp för vidare avancemang. Jennings och Nordirland var också med i fotbolls-VM 1986 i Mexiko. Den här gången åkte man ut redan efter gruppspelet, men Jennings blev historisk i sista gruppspelsmatchen mot Brasilien. Matchen spelades den 12 juni 1986, alltså samma dag som Pat Jennings fyllde 41 år. Han blev därmed tidernas äldste VM-spelare. Med sina 119 landskamper är han även Nordirlands meste landslagsman. Efter spelarkarriären blev Jennings målvaktstränare i Tottenham Hotspur.

## Meriter
- Seger i FA-cupen 1967, 1979
- Seger i Engelska ligacupen 1971, 1973
- Seger i Uefacupen 1972
- Årets spelare i England 1973 (utsedd av Football Writers' Association)
- Årets spelare i England 1976 (utsedd av Professional Footballers' Association)
- 119 landskamper för Nordirlands fotbollslandslag